# Руперт Обгольцер
Руперт Обгольцер  (англ. Rupert Obholzer, 27 березня 1970) — британський веслувальник, олімпійський медаліст.

## Виступи на Олімпіадах
| Олімпіада      | Дисципліна                        | Місце |
| -------------- | --------------------------------- | ----- |
| Барселона 1992 | вісімка розстібна зі стерновим    | 6     |
| Атланта 1996   | четвірка розстібна без стернового | 3     |

## Зовнішні посилання
- Досьє на sport.references.com

1. ↑  Obholzer Rupert